# 18-й армейский корпус (Российская империя)
18-й армейский корпус — общевойсковое соединение (армейский корпус) Русской императорской армии. Сформирован 28 сентября 1892 года.

## Состав
До начала Первой мировой войны входил в Петербургский военный округ. 22 августа 1914 года перечислен в состав 9-й армии Юго-Западного фронта.
Состав на 18.07.1914:
- 23-я пехотная дивизия
  - 1-я бригада
    - 89-й пехотный Беломорский полк
    - 90-й пехотный Онежский полк

  - 2-я бригада
    - 91-й пехотный Двинский полк
    - 92-й пехотный Печорский полк

  - 23-я артиллерийская бригада
- 37-я пехотная дивизия
  - 1-я бригада
    - 145-й пехотный Новочеркасский полк
    - 146-й пехотный Царицынский полк

  - 2-я бригада
    - 147-й пехотный Самарский полк
    - 148-й пехотный Каспийский полк

  - 37-я артиллерийская бригада
- 50-я пехотная дивизия
  - 1-я бригада
    - 197-й пехотный Лесной полк
    - 198-й пехотный Александро-Невский полк

  - 2-я бригада
    - 199-й пехотный Кронштадтский полк
    - 200-й пехотный Кроншлотский полк

  - 50-я артиллерийская бригада
- 18-й мортирно-артиллерийский дивизион
- 18-й сапёрный батальон

Боевые действия
Корпус - активный участник Ченстохово-Краковской операции в ноябре 1914 г. и Журавненского сражения в конце мая - начале июня 1915 г.

## Командование корпуса

### Командиры корпуса
- 28.09.1892 — 13.08.1895 — генерал-лейтенант барон Зедделер, Логгин Логгинович
- 17.08.1895 — 10.01.1902 — генерал-лейтенант (с 06.12.1898 генерал от артиллерии) Адамович, Леонид Ефремович
- 16.01.1902 — 15.04.1904 — генерал-лейтенант Ласковский, Фёдор Павлович
- 15.04.1904 — 27.07.1905[4] — генерал-лейтенант Евреинов, Александр Александрович
- 01.08.1905 — 08.07.1906 — генерал-лейтенант князь Джамбакуриан-Орбелиани, Иван Макарович
- 08.07.1906 — 26.08.1908 — генерал-лейтенант барон фон Ашеберг, Николай Павлович
- 26.08.1908 — 23.10.1910 — генерал-лейтенант Лечицкий, Платон Алексеевич
- 23.12.1910 — 04.10.1916 — генерал-лейтенант (с 31.05.1913 генерал от кавалерии) Крузенштерн, Николай Фёдорович фон
- 22.10.1916 — 02.04.1917 — генерал от инфантерии Зайончковский, Андрей Медардович
- 06.04.1917 — 30.05.1917 — генерал-лейтенант Эрдели, Иван Георгиевич
- 07.07.1917 — хх.хх.1917 — генерал-лейтенант Геруа, Александр Владимирович
- конец 1917 — начало 1918 — генерал-майор Репьев, Михаил Иванович

### Начальники штаба корпуса
- 28.09.1892 — 23.08.1897 — генерал-майор Штрик, Александр Николаевич
- 01.11.1897 — 30.04.1900 — генерал-майор Поппен, Георгий Васильевич фон
- 30.04.1900 — 20.05.1902 — генерал-майор Войшин-Мурдас-Жилинский, Ипполит Паулинович
- 11.08.1902 — 19.11.1904 — генерал-майор Сиверс, Фаддей Васильевич
- 03.12.1904 — 30.01.1909 — генерал-майор Чистяков, Сергей Дмитриевич
- 24.02.1909 — 27.03.1915 — генерал-майор Фрейман, Александр Константинович
- 15.04.1915 — 26.06.1915 — генерал-майор Щедрин, Константин Фёдорович
- 25.09.1915 — 23.10.1915 — генерал-майор Лавдовский, Владимир Александрович
- 28.10.1915 — 19.02.1917 — генерал-майор граф Каменский, Сергей Николаевич
- 19.02.1917 — 10.06.1917 — генерал-майор Верцинский, Эдуард Александрович
- 16.06.1917 — 04.10.1917 — полковник (с 29.09.1917 генерал-майор) Романов, Фёдор Николаевич
- 11.10.1917 — хх.хх.хххх — полковник Давыдов, Лев Георгиевич

### Начальники артиллерии корпуса
В 1910 году должность начальника артиллерии корпуса была заменена должностью инспектора артиллерии
Должность начальника / инспектора артиллерии корпуса соответствовала чину генерал-лейтенанта. Лица, назначаемые на этот пост в чине генерал-майора, являлись исправляющими должность и утверждались в ней одновременно с производством в генерал-лейтенанты
- 28.09.1892 — 04.11.1896 — генерал-лейтенант Сиверс, Михаил Александрович
- 16.11.1896 — 01.01.1903 — генерал-лейтенант Фриде, Василий Яковлевич
- 06.01.1903 — 10.12.1904 — генерал-лейтенант Тихобразов, Николай Дмитриевич
- 05.05.1905 — 04.06.1907 — генерал-майор (с 06.12.1906 генерал-лейтенант) Ярыгин, Николай Павлович
- 13.06.1907 — 07.04.1917 — генерал-майор (с 1907 генерал-лейтенант) Берников, Николай Владимирович
- с 25.05.1917 — полковник Дынников, Павел Акимович

### Корпусные интенданты
Должность корпусного интенданта соответствовала чину полковника. Лица, имевшие при назначении более низкий чин, являлись исправляющими должность и утверждались в ней при производстве в полковники
- 17.05.1900 — хх.хх.1906 — полковник Авенариус, Константин Яковлевич
- 15.05.1906 — 09.06.1912 — подполковник (с 26.02.1909 полковник) Баженов, Николай Николаевич
- 07.07.1912 — после 01.08.1916 — подполковник (с 14.04.1913 полковник) Сломинский, Константин Савельевич

### Корпусные врачи
- на 1895, 1898 — действительный статский советник Меморский, Митрофан Иванович
- не позднее 1900 — 04.03.1901 — статский советник (действительный статский советник) Шухов, Василий Васильевич
- 04.03.1901 — 28.02.1910 — статский советник (с 06.12.1901 действительный статский советник) Попов, Николай Павлович
- 07.03.1910 — после 1914 — действительный статский советник (тайный советник) Рудков, Михаил Никитич